# Fennberg

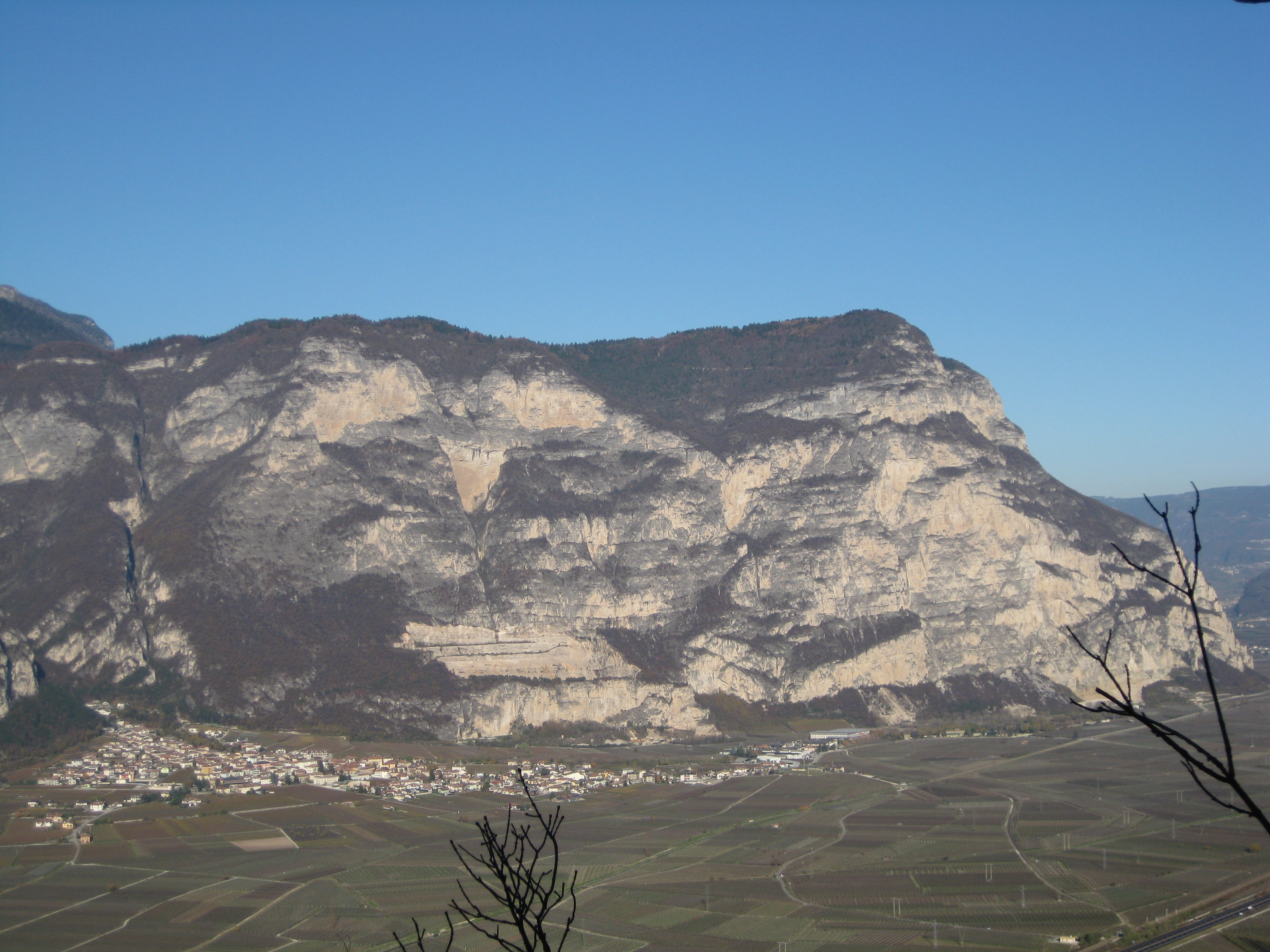
Die steil abbrechende Südflanke des Fennbergs, davor Roveré della Luna

Der Fennberg (italienisch Favogna) ist ein Plateauberg, der sich ca. 1000 m über dem Südtiroler Unterland (Italien) erhebt.

## Lage und Umgebung
Der Fennberg befindet sich im äußersten Süden des Unterlands in Südtirol und ist dem Mendelkamm östlich vorgelagert. Zusammen mit dem gegenüberliegenden Geier formt er den Salurner Klause genannten Abschnitt des Etschtals, an dem neben der Südtiroler Landesgrenze auch die deutsch-italienische Sprachgrenze verläuft.
Während die Hochfläche auf dem Fennberg vollständig in Südtirol auf dem Gebiet der Gemeinden Margreid und Kurtatsch liegt, gehört die nach Süden abfallende Flanke zu Roveré della Luna im Trentino.

## Topographie
Der Fennberg bricht im Osten und Süden ins Tal der Etsch, im Norden ins Fenner Schlucht genannte Tal des Fenner Bachs und im Westen ins Höllental jeweils steil ab. Lediglich im Nordwesten ist er mit dem Mendelkamm verbunden, der hier zum Fenner Joch (1563 m) absinkt, einem Übergang ins Nonstal zwischen Tresner Horn (1811 m) und Cimoni (1729 m).
Die von Wäldern und Wiesen geprägte Hochfläche des Fennbergs wird durch eine grob in Ost-West-Richtung verlaufende Geländestufe in zwei Hälften geteilt. Nördlich dieser Geländestufe liegt der Oberfennberg mit einem ausgedehnten Moor und seiner zu Kurtatsch gehörenden Ortschaft. Diese befindet sich in einer Höhe von etwa 1100 m bis 1200 m und weist mit dem Ansitz Ulmburg der Adelsfamilie Widmann-Staffelfeld auch ein spätrenaissancezeitliches Bauwerk auf. Im Westen erreicht der Oberfennberg an der Rappenkoflwand mit 1468 m seinen höchsten Punkt. Entwässert wird er hauptsächlich durch den Fenner Bach, dessen Schlucht den Fennberg vom nördlich gelegenen Fennhalser Plateau trennt. Der Unterfennberg befindet sich auf dem Gemeindegebiet von Margreid. Die hier gelegene Ortschaft (bis 1928 eine eigenständige Gemeinde) und der nahe Fennberger See, von dem aus der Krebusbach ins Höllental fließt, liegen auf knapp über 1000 m Höhe. An seinem südlichen Ende über dem Abbruch nach Roverè della Luna steigt er am Giggereck auf 1167 m an.

## Erreichbarkeit

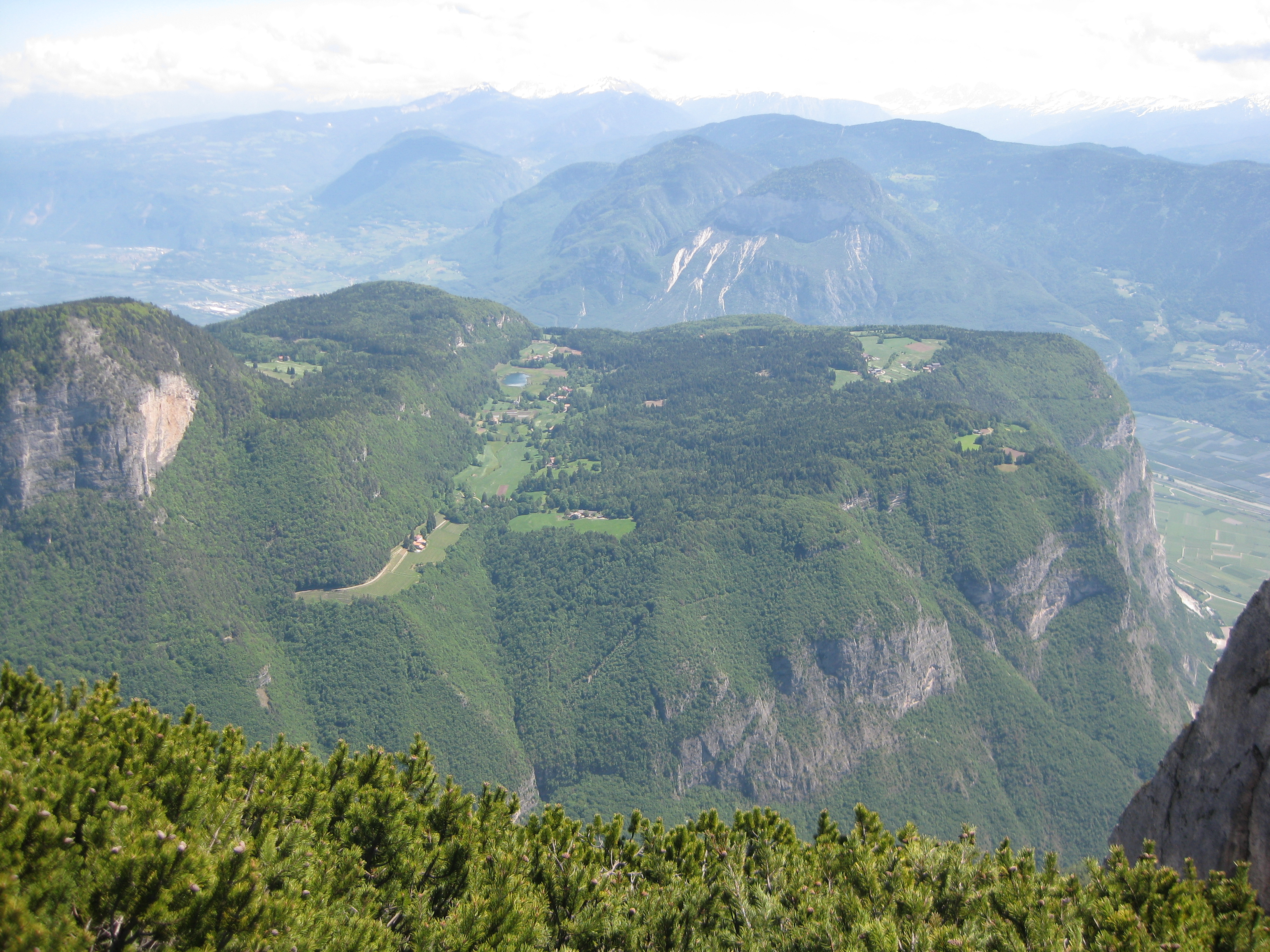
Das Plateau des Fennbergs aus der Höhe von der westlich gelegenen Wiggerspitze aus betrachtet

Eine für den öffentlichen Verkehr zugelassene Straße führt von Kurtatsch aus unterhalb des Mendelkamms entlang den Örtlichkeiten Hofstatt, Hirschbett, Fennhals und Boarnwald zunächst nach Ober- und an der Ulmburg vorbei weiter nach Unterfennberg. Über Wanderwege ist der Unterfennberg von Roverè della Luna aus durch das Höllental vom Westen her erreichbar sowie vom nordöstlich gelegenen Margreid herauf. Durch die steile Südostflanke des Fennbergs führt ein Klettersteig, dessen Zustieg an der Straße von Margreid nach Salurn liegt. Der Oberfennberg ist durch einen Wanderweg über das Fenner Joch mit dem Nonstal verbunden.

## Name

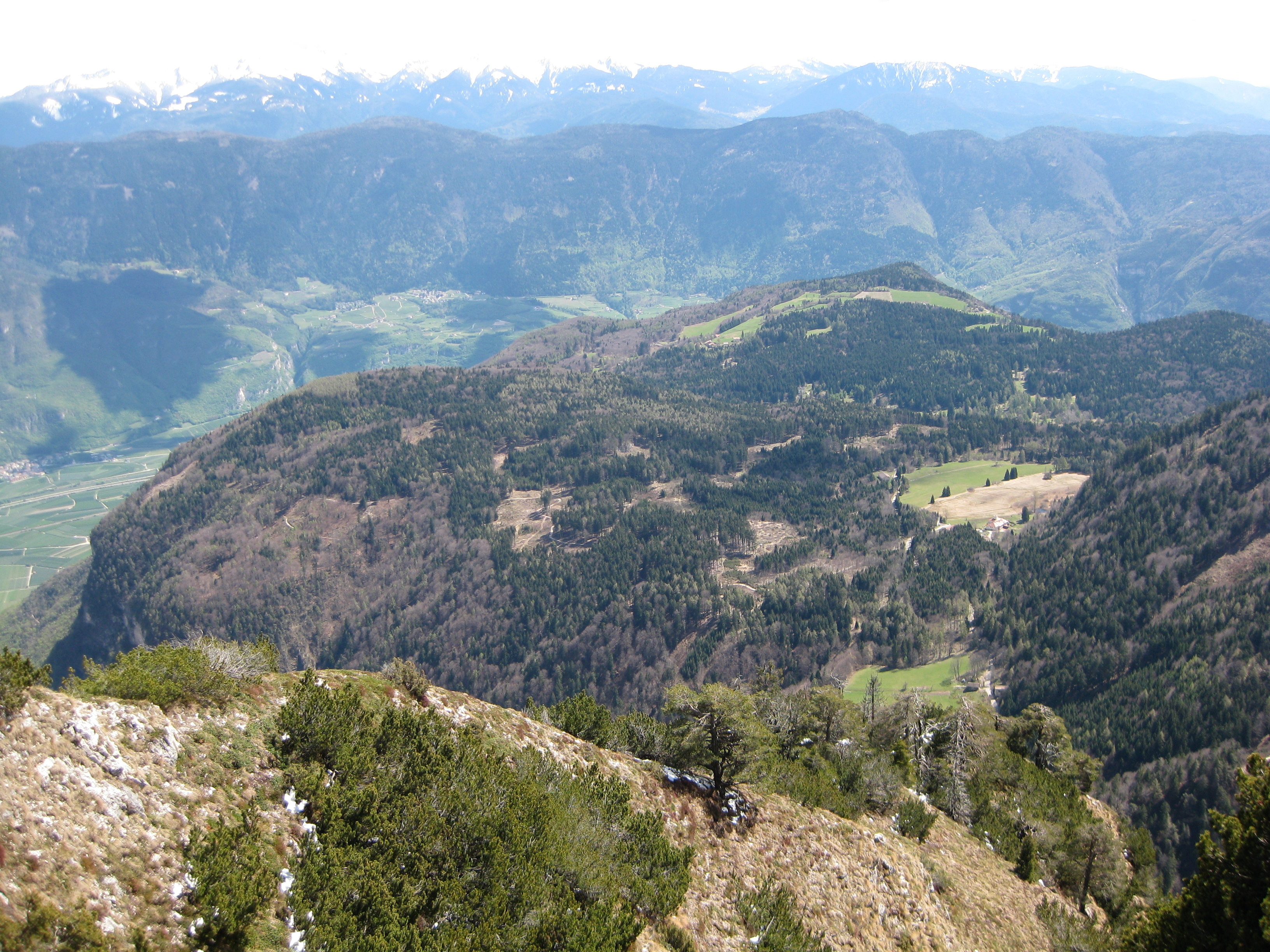
Das Plateau des Fennbergs aus der Höhe vom nordwestlich gelegenen Tresner Horn aus betrachtet

Der Fennberg ist erstmals in den Gründungsaufzeichnungen des nahegelegenen Augustiner-Chorherrenstifts St. Michael an der Etsch im Jahr 1144/45 als Mons Faone urkundlich bezeugt. In der zweiten Hälfte des 14. Jahrhunderts ist mit Albert und Wölflin de Vönne ein sich nach Fennberg benennendes Rittergeschlecht greifbar. Vermutlich geht der Name auf eine Verbindung des lateinischen fagus mit dem Suffix -onia zurück und bedeutet so viel wie Buchenwald.